# Трофімов Сергій Володимирович
Сергій Володимирович Трофімов (нар. 1983, Запоріжжя) — колишній перший заступник Голови Адміністрації (Керівника Офісу) Президента України, український політик і бізнесмен, один із найближчих людей до Зеленського. Лобіст Московського патріархату в Україні. У передвиборчому штабі Зеленського Трофімов був лідером так званої «Групи Кварталу». 
До призначення в АП 21 травня 2019 працював виконавчим продюсером студії «Квартал 95». Зоною відповідальності Трофімова було кіновиробництво.

## Освіта
Закінчив Запорізький будівельний технікум, Бізнес школу «Міжнародний інститут менеджменту» (МІМ-Київ).

## Діяльність
Служив у 1-ому окремому батальйоні морської піхоти (2001 — 2003). Виконав 10 стрибків з парашутом.
Працював у «Кварталі-95» з 2005 року. З 2007 року — виконавчий продюсер ТОВ «Студія Квартал 95». Як зазначалось на старій версії сайту компанії, у розділі «Їх не видно», Трофімов — «людина, яка будь-якими шляхами добивається свого». 
У передвиборчому штабі Зеленського Трофімов був лідером так званої «Групи Кварталу». Напередодні 2-го туру президентських виборів Трофімов фігурував як людина, яка в листуванні всередині команди розглядалась як можливий глава АП.
21 травня 2019 призначений першим заступником глави Адміністрації президента України Андрія Богдана.
25 червня 2019 призначений першим заступником керівника Офісу президента України.
4 листопада 2020 року президент Володимир Зеленський звільнив Сергія Трофімова з посади першого заступника керівника Офісу президента. У той же день президент Зеленський призначив Трофимова своїм позаштатним радником.
30 березня 2024 року був звільнений з посади радника Президента.

### Релігійні погляди
Трофімов відомий своєю активною підтримкою Московського Патріархату в Україні. В інтерв'ю він заявив, що Онуфрій (Березовський) — «дуже цікава і глибока людина. Він монах, людина, яка служить Богу. Він поєднує в собі такі унікальні якості як мудрість, твердість і при цьому безмежну любов до всіх. Ці речі разом не завжди живуть. Він для мене знаходиться на зовсім іншому духовному рівні».
У середині жовтня 2020 року, під час візиту президента України Володимира Зеленського до Вселенського патріарха, Трофімов прислуговував очільнику РПЦвУ митрополиту Онуфрію (Березовському).

## Критика
Народний депутат України VIII-го скликання Віктор Єленський розкритикував такі заяви Трофімова і назвав його споживачем «кремлівської благодаті».
У 2020 році з'явилась петиція на сайті президента України із вимогою звільнити Трофімова у якій зазначалось, що перебування Трофімова на посаді «несе загрозу національним інтересам, створює передумови для посилення впливу держави-агресора та не сприяє встановленню в країні атмосфери релігійної терпимості та взаємопорозуміння». Сергій Трофімов, коментуючи релігійну політику Порошенка, заявив, що вона «просто дискредитувала дії мільйонів віруючих українців».
Українська журналістка, політичний технолог Олеся Яхно вважає Трофімова причиною зупинки переходів церков із Московського патріархату до Православної Церкви України. «Сергій Трофімов, який звинувачує когось в упередженості, сам же явно не є рівновіддаленим і явно демонструє свою прихильність виключно УПЦ МП, тому «не дивно, чому заблокований перехід громад в ПЦУ», — написала вона у соцмережі.
Після відставки Трофімова із посади 1-го заступника Глави Офісу Президента України, релігієзнавці заявили, що це розв'яже руки Офісу Президента для співпраці із Вселенською патріархією.

### Декларація
- Е-декларація